# Alexis Weissenberg
Alexis Sigismund Weissenberg (Sófia, 26 de julho de 1929 – Lugano, 8 de janeiro de 2012) foi um pianista búlgaro-francês, considerado um dos grandes pianistas do século XX.

## Biografia

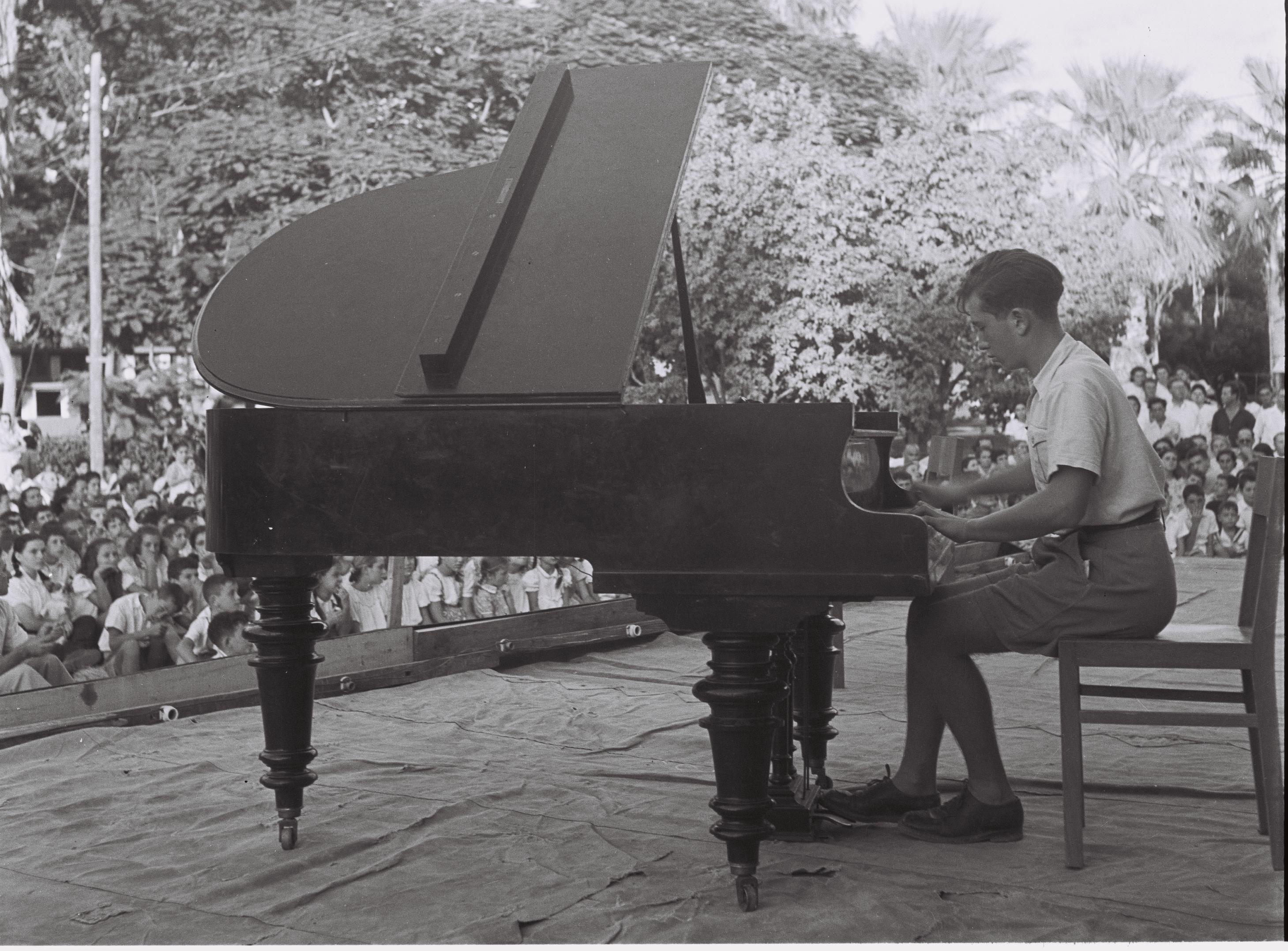
Weissenberg em 1947

Alexis Weissenberg nasceu em Sófia numa família judia, e iniciou as aulas de piano na sua cidade natal aos três anos de idade, sob tutela de Pancho Vladigerov. Fez a primeira apresentação pública aos oito anos. Depois de se mudar para o Mandato Britânico da Palestina em 1945, onde estudou com Leo Kestenberg, frequentou a Juilliard School em 1946 para estudar com Olga Samaroff. Também foi aluno de Artur Schnabel e de Wanda Landowska.
Em Nova Iorque fez, em 1947, a estreia com a Orquestra da Filadélfia sob direção de George Szell, interpretando o "Concerto para piano n.º 3" de Rachmaninoff. Entre 1956 e 1966 fez um intervalo de aparições públicas bastante prolongado, com o propósito de estudar e ensinar, retomando a carreira em 1966 com um recital em Paris. Posteriormente, no mesmo ano, interpretou o "Concerto para piano n.º 1" de Tchaikovski em Berlim Ocidental sob direção de Herbert von Karajan, que o elogiou como "um dos melhores pianistas do nosso tempo".

## Gravações
Bryce Morrison, em "Gramophone", descreveu a sua gravação da década de 1970 da "Sonata em si menor" de Liszt como uma das interpretações mais emocionantes e líricas da obra. A sua leitura das obras de Schumann, Rachmaninoff e Chopin ("Sonata para piano n.º 2", "Sonata para piano n.º 3", "Noturnos" e "Valsas") também são muito conhecidas.
Entre as suas outras interpretações notáveis estão as do "Concerto para piano n.º 1" de Brahms, com Carlo Maria Giulini e Riccardo Muti, ("Les Introuvables d'Alexis Weissenberg", 2004), de Rachmaninoff o "Concerto para piano n.º 2" com Herbert von Karajan e a Orquestra Filarmônica de Berlim, bem como o seu "Concerto para piano n.º 3 de Rachmaninoff" com Georges Prêtre e Seiji Ozawa com a Orquestra Sinfônica de Boston (também com Leonard Bernstein e a Orquestra Nacional da França). A sua gravação de "Trois mouvements de Petrouchka" de Ígor Stravinski também recebeu grandes elogios.

## Como professor
Alexis Weissenberg deu aulas magistrais (master classes) de piano por todo o mundo. Nas aulas que deu em Engelberg (Suíça), teve como estudantes muitos pianistas da nova geração: Kirill Gerstein, Simon Mulligan, Mehmet Okonsar, Nazzareno Carusi, Roberto Carnevale, Andrey Ponochevny, Loris Karpell e Rafał Łuszczewski, entre outros.
Também foi compositor de numerosas obras para piano e de um musical, Nostalgie, que estreou no State Theatre de Darmstadt em 17 de outubro de 1992.

## Discografia selecionada

### Áudio
- Bach: Goldberg Variations
- Bartók: Piano Concerto No. 2 with Eugene Ormandy and the Philadelphia Orchestra on RCA Red Seal
- Beethoven: The Five Piano Concertos with Herbert von Karajan and the Berlin Philharmonic Orchestra on EMI (3 CDs)
- Beethoven: Piano Sonatas: "Pathétique, Moonlight and Appassionata"
- Brahms: Piano Concerto No. 1 (two recordings, with Carlo Maria Giulini and Riccardo Muti, both on the EMI label)
- Brahms: Sonatas for violin & piano Nos. 1-3, with Anne-Sophie Mutter. EMI (CD)
- Chopin: Works for piano and orchestra. EMI (2 CDs)
- Chopin: The Nocturnes. EMI
- Chopin: Piano Sonata Nos. 2 and 3 EMI
- Debussy: Estampes, Suite Bergamasque, Children's Corner, L'Isle Joyeuse, etc. on Deutsche Grammophon
- Debussy:  Piano works. Deutsche Grammophon (CD)
- Liszt: Piano sonata in B minor.  Einsatz Records, Japan
- Mozart: Piano Concertos Nos. 9 and 21 with Giulini and the Vienna Symphony Orchestra
- Mussorgsky: Pictures at an Exhibition EMI
- Prokofiev: Piano concerto No.3 - Seiji Ozawa, Orchestre de Paris
- Rachmaninoff: Complete Preludes. RCA Gold Seal (CD)
- Rachmaninoff: Piano Sonatas Nos. 1, 2. Deutsche Grammophon (CD)
- Rachmaninoff: Piano Concerto No. 2 (with Herbert von Karajan and the Berlin Philharmonic Orchestra)
- Rachmaninoff: Piano Concerto No. 3 (three different recordings, with Georges Pretre, Seiji Ozawa and Leonard Bernstein)
- Ravel - Piano concerto - Seiji Ozawa, Orchestre de Paris
- Scarlatti: Sonatas (A selection of 15) on Deutsche Grammophon
- Schumann: "Kinderszenen", Op. 15 (Toshiba-EMI)

### Vídeo
- Alexis Weissenberg DVD: Classic Archive 2008 - Bach, Brahms, Chopin, Prokofiev, Stravinsky.

### Livros
- Gustl Breuer/Henno Lohmeyer (Hrsg.): »Alexis Weissenberg. Ein kaleidoskopisches Porträt«. Rembrandt Verlag, Berlin 1977.